# Tanja Grubiša
Tanja Grubiša, hrvatska boćarica, članica Labina, boćarskog kluba.
Na Europskom prvenstvu u boćanju za žene u talijanskom Saluzzu skupa s klupskom kolegicom Nives Jelovicom u disciplini "par klasično" osvojila je zlatno odličje. U završnom dvoboju pobijedile su talijanski par s 11:5.